# Intensivvård

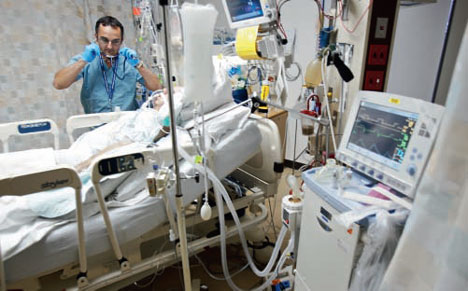
En patient intensivvårdbehandlas.

Intensivvård är en vårdnivå som innebär avancerad diagnostik, behandling och övervakning av allvarligt skadade och av annan orsak svårt sjuka patienter med sviktande vitala funktioner. Denna vårdform innebär bland annat att patienten vid behov kan hållas sövd, andas med respirator, få vätskor och näring via dropp och kissa med kateter.
I Sverige finns, förutom allmänna intensivvårdsavdelningar (ofta kallade IVA), även specialiserade avdelningar för brännskadevård (BRIVA), neonatalvård, neurointensivvård (NIVA) och thoraxintensivvård (TIVA). Även andra organisatoriska indelningar finns, som till exempel medicinsk intensivvård (MIVA) och kirurgisk intensivvård (KIVA, KIBA).

Vid Nya Karolinska Universitetssjukhuset i Solna finns även en långtidsintensivvårdsavdelning (LIVA) för barn i behov av andningsunderstöd under längre perioder (oftast mer än tre månader). Barn i behov av intensivvård under långa tidsperioder (mer än 28 dagar) har visats ha högre mortalitet än de som vårdats under kortare tid.
Därtill finns även enheter för patienter med kronisk eller ihållande kritisk sjukdom med behov av andningsstöd och intensivvårdsrehabilitering.
Medicinskt ledningsansvariga är vanligen intensivvårdsläkare (oftast anestesiologer). Sjuksköterskorna är specialistutbildade inom intensivvård.